# Covina
Covina – miasto w Stanach Zjednoczonych, w stanie Kalifornia, w hrabstwie Los Angeles. W 2010 zamieszkiwało je 47 796 osób. Miasto leży na wysokości 170 metrów n.p.m. i zajmuje powierzchnię 18,236 km².
Prawa miejskie uzyskało 14 sierpnia 1901.